# Tõrvalaht
Tõrvalaht ist ein natürlicher See in der Landgemeinde Saaremaa im Kreis Saare, auf der größten estnischen Insel Saaremaa. 1,7 Kilometer vom 8,5 Hektar großen See entfernt liegt der Ort Viltina und 560 Meter entfernt die Ostsee. Mit einer maximalen Tiefe von 50 Zentimetern ist er sehr seicht.